# Verwirrung der Liebe
Verwirrung der Liebe ist ein DEFA-Liebesfilm von Slatan Dudow aus dem Jahr 1959.

## Handlung
Sonja, Kunststudentin an der Kunsthochschule Berlin-Weißensee, und Medizindoktorand Dieter sind seit zwei Jahren ein Paar. Sie verabreden sich auf einer Faschingsfeier, auf der Sonja jedoch so gut verkleidet ist, dass Dieter sie nicht erkennt. Er hält stattdessen die junge Siegi für seine Freundin und verbringt auch nach Fall der Masken um Mitternacht die Zeit mit ihr. Sonja geht allein und eifersüchtig nach Hause und weigert sich, Dieter zu sehen. Der hat auch am nächsten Tag Siegi noch nicht vergessen, kennt von ihr aber nur den Namen. Während der Vorlesungen an der Humboldt-Universität zu Berlin und in der Charité ist er unkonzentriert und es fehlt ihm jeglicher Elan, seine Agitprop-Gruppe Die Wecker zu leiten. Zufällig sieht er Siegi auf der Straße, verliert sie jedoch nach einer Weile im Gedränge des U-Bahnhofs. Sonja ahnt längst, dass ihr Freund für eine andere schwärmt und verfällt in ein künstlerisches Tief.
Auf Anraten ihres Professors geht sie während der Ferien in die Produktion. Hier trifft sie prompt auf Siegi, eine einfache Arbeiterin, die unter der Eifersucht ihres Freundes Edy leidet. Sonja malt Siegi – für Dieter – und vermittelt den Kontakt zwischen beiden. Sonja will Dieter über seine Geliebte entscheiden lassen. Als er vorzeitig Urlaub erhält, fährt er mit Siegi an die Ostsee. Der Maurer Edy wiederum erscheint bei Sonja und nach kurzer Zeit brechen beide ebenfalls in den Urlaub auf. Sie besuchen das Elbsandsteingebirge, den Dresdner Zwinger und die Gemäldegalerie Alte Meister und kehren fast zeitgleich wie Siegi und Dieter aus dem Kurzurlaub zurück. Sowohl Siegi als auch Edy haben ihrem jeweiligen neuen Partner einen Heiratsantrag gemacht; Dieter hat den von Siegi angenommen und auch Sonja gibt nach, als Edy sie vor seinen Kollegen als zukünftige Braut präsentiert. Beide Paare treffen sich untereinander, Sonja hilft Siegi bei der Suche nach dem Brautgeschenk für Dieter und andersherum und schließlich fahren beide Paare gemeinsam zum Standesamt. Auf dem Weg kommt beiden die Erkenntnis, dass sie eigentlich den falschen Partner heiraten wollen. Kurzerhand tauschen sie die Wagenplätze: Siegi wird Edy heiraten und auch Sonja und Dieter finden wieder zueinander.

## Produktion
Verwirrung der Liebe wurde 1958 an Originalschauplätzen gedreht und erlebte am 8. Oktober 1959 im Berliner Babylon seine Premiere. Am 13. November 1959 kam er in die Kinos der DDR und wurde erstmals am 24. Juni 1960 auf DFF 1 im Fernsehen gezeigt. 
Die Filmbauten stammen von Oskar Pietsch.
Verwirrung der Liebe wurde das Filmdebüt von Angelica Domröse. Sie war eine von mehr als 800 Frauen, die sich auf ein August 1958 geschaltetes Zeitungsinserat der DEFA beworben hatte, in dem nach einem „jungen, fröhlichen, hübschen Mädchen – Alter 16 bis 20 Jahre, Größe etwa 1,60 – für eine Hauptrolle“ gesucht wurde.
Es war der letzte Film, den Regisseur Dudow vollständig abdrehte, und der erste Film der DDR, in dem Nacktszenen enthalten waren. An der Ausstattung der Faschingsszenen waren Studenten der Kunsthochschule Weißensee beteiligt. Im Film tritt die Agitprop-Gruppe Die Wecker der Humboldt-Universität Berlin auf.

## Kritik
Winfried Junge befand 1959, dass sich Regisseur Dudow dem „neuen Leben in der DDR zugewandt“ habe: „‚Verwirrung der Liebe‘ heißt der heitere Auftakt, und seine Helden sind wir: Studenten und Arbeiter – verliebt, lachend, lernend, erwachsen werdend.“ Er lobte, dass Dudow die Auseinandersetzung mit der Liebe zum zentralen Thema macht und nicht als Randepisode behandelt, kritisierte jedoch die kaum tragfähige und zu Ende konstruiert wirkende Fabel des Films.
Der Film löste kurz nach Erscheinen zahlreiche, zum Teil polemische Diskussionen aus, wurde in ihm doch auf die Thematik des „Klassenkampfs“ verzichtet. Karl-Eduard von Schnitzler stellte daher 1959 fest, dass der Film genauso gut in Italien oder Westdeutschland hätte gedreht worden sein können. „Diese jungen Menschen [im Film] sind unverbindlich in einem gesellschaftlich fast luftleeren Raum angesiedelt. […] So bleibt nur die Hoffnung, daß uns Slatan Dudow in naher Zukunft einen Film schenken möge, statt eines Filmchens.“
Westdeutsche Kritiker lobten, dass der unpolitische Unterhaltungsfilm „als einzige Produktion etwas Abwechslung in den damals einseitig auf mehr oder weniger direkte Propaganda ausgerichteten DEFA-Plan [brachte]“.
Das Lexikon des internationalen Films nannte den Film ein „teils schleppend, teils sinnlich und flott inszeniertes Lustspiel um Liebeskonflikte unter jungen Leuten in Ost-Berlin, das mit einigen (eher prüde dargebotenen) erotischen Freizügigkeiten kokettiert. Von DDR-Funktionären aufgrund seiner (ironisch gemeinten) Darstellung der Unmöglichkeit von Liebesbeziehungen zwischen Arbeitern und Studenten abgelehnt, wurde der Film dennoch ein Publikumserfolg.“
Cinema schrieb, dass „der für das Jahr 1959 erstaunlich freizügige Film vom ‚Kuhle Wampe‘-Regisseur … heute harmlos [wirke], aber ein großer DDR-Kinohit [war]. Fazit: Damals recht frivol, heute fast zu brav“.